# Михалопулос, Андреас
Андреас Михалопулос (23 февраля 1948 — 4 января 2022) — греческий футболист, нападающий, большую часть карьеры провёл в клубе «Панахаики». После завершения карьеры игрока стал тренером.

## Биография
В составе «Панахаики» он играл в Кубке УЕФА 1973/74. Перед игрой против ГАКа он получил травму, которая существенно сказалась на его карьере. Михалопулос играл за команду ещё несколько лет, но провёл всего 48 игр за пять сезонов до 1979 года, когда официально покинул клуб. Михалопулос провёл 135 матчей в чемпионате за «Панахаики» и забил 30 голов. Затем в сезоне 1979/80 он играл за «Патры» и провёл ещё два сезона с «Ахаики», который возглавлял в качестве играющего тренера в 1981 году.
Он сыграл один товарищеский матч за сборную Греции 21 февраля 1973 года против Испании. Греция проиграла со счётом 3:1. Также он играл в сборной вооружённых сил, с которой выиграл Кубок мира среди военнослужащих 1969 года и занял третье место в 1972 году.
После окончания своей профессиональной карьеры Михалопулос четыре раза назначался на пост тренера своего бывшего клуба «Панахаики». Он также был тренером молодёжной сборной Греции.
Михалопулос умер 4 января 2022 года в возрасте 73 лет.